# Sami Ristilä

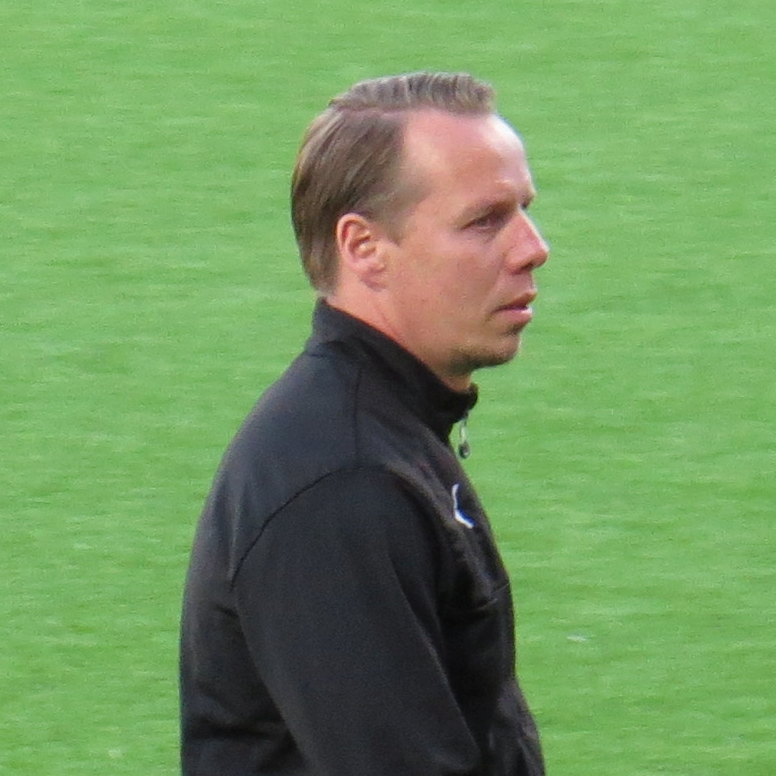
Imagem de Sami Ristilä.

Sami Ristilä (Valkeakoski, 15 de agosto de 1974) é um ex-futebolista e treinador finlandês.